# 姜伟 (导演)
姜伟（1962年—），男，山东济南人，中国大陆导演。其编剧和导演了著名电视剧《潜伏》。

## 生平
1982年考入曲阜师范大学历史系，1986年毕业，获学士学位。 
1986年至1993年，就职于山东师范大学图书馆。
1993年至1996年就读于北京电影学院导演系，获硕士学位。
1997年毕业留校，任职于北京电影学院教务处。
1997年至今，北京电影学院导演系任教，副教授。

## 电视连续剧
- 1997年 《阿里山的女儿》（山东电视剧制作中心）编剧
- 2000年 《让爱做主》（合肥电视台）编剧，导演
- 2001年 《不要和陌生人说话》（南京电视台）编剧，导演
- 2001年 《绝对控制》（南京电视台）导演
- 2001年 《浮华背后》编剧
- 2003年 《青鸟的天空》导演
- 2004年 《沉默的证人》编剧、导演
- 2005年 《靠近你，温暖我》导演
- 2006年 《迷雾》编剧、导演
- 2008年 《潜伏》编剧、导演
- 2011年 《借枪》导演
- 2016年 《獵場》编剧、导演

## 电视电影
- 1995年5月 毕业作业《上海故事》40分钟 35MM 导演之一
- 1999年 电视电影《宏志班的故事》导演

## 文章
- 1999年《谢飞：人生的歌者》，《世界华人十大导演》浙江美术出版社。
- 2004年《关于人物、关于特点》，《当代电影》2004年第6期。
- 2005年《混乱中编理的秩序》，《北京电影学报》2005年第2期。

## 获奖
- 2001年，“骏马奖”最佳编剧奖。
- 2009年6月，上海电视节白玉兰最佳编剧。
- 2009年9月，第27届电视剧“飞天奖“优秀编剧（《潜伏》）。
- 2009年，南方盛典·我为剧狂金南方年度最佳编剧。

## 评价
- 孙红雷：“第一次见到姜伟，感觉是见到了一个很迂腐的知识分子。他不像导演，不像一个大编剧，不像文艺界的人。但我和他交流以后，我们俩立刻就进入了状态。”[2]